# Журавушка
«Журавушка» — радянський художній фільм, поставлений на кіностудії «Мосфільм» в 1968 році режисером Миколою Москаленком за повістю Михайла Алексєєва «Хліб — іменник».

## Сюжет
Чоловік Марфи (Людмила Чурсіна), як і багато інших під час війни, пішов на фронт і не повернувся. Вона не тільки самотою пережила воєнні роки, але й у мирний повоєнний час залишається сама. Хоч і було немало залицяльників, Марфа й далі зберігає вірність чоловікові, який колись називав її Журавушкою…

## У ролях
- Людмила Чурсіна —  Марфа Луніна
- Нонна Мордюкова —  Глафіра Дементіївна Огрєхова
- Тетяна Пельтцер —  бабка Настасья
- Римма Маркова —  Авдотья Маркелова
- Армен Джигарханян —  Михайло Федорович Стишной
- Микола Гриценко —  Василь Купріянович Маркелов, голова колгоспу
- Георгій Жжонов — отець Леонід (Леонід Трохимович)
- Євген Шутов —  Зуля
- Олексій Карпушкін —  Сергійко Лунін у дитинстві
- Інга Будкевич —  Маринка, доярка
- Сергій Калінін —  дід Маркелов
- Лариса Кронберг —  Нюра, дружина Зулі
- Емілія Кроль —  наречена Сергія
- Володимир Тихонов —  Сергій Петрович Лунін, наречений, син Марфи, що подорослішав
- Борис Юрченко —  шофер
- Микола Данов —  Сергій Лунін, син Марфи в дитинстві
- Сергій Бондарчук — читає за кадром лист Петра Луніна Марфі (в титрах не вказаний)
- Олена Вольська — баба в суді (в титрах не вказано)
- Петро Кірюткін —  бородатий старий в суді (в титрах не вказаний)
- Валентина Телегіна —  доярка  (в титрах не вказано) (роль озвучила —  Надія Животова ) (в титрах не вказано)
- Олександра Харитонова —  жінка на суді  (в титрах не вказано)
- Борис Хмельницький —  епізод  (в титрах не вказаний)

## Знімальна група
- Автор сценарію —  Дмитро Васіліу
- Постановка —  Миколи Москаленко
- Головний оператор —  Микола Олоновський
- Головний художник —  Василь Щербак
- Композитор —  Юрій Левітін
- Звукооператор — Юлія Булгакова
- Диригент —  Вероніка Дударова
- Костюми — Г. Малченко-Жекуліна
- Монтаж — Антоніна Камагорова
- Грим — С. Калініна
- Редактор —  Надія Ушакова
- Оператор —  Віктор Піщальников
- Комбіновані зйомки — В. Потєхіна
- Асистенти: 
 режисера — Г. Вороніна 
 оператора —  Валерій Куракін
- Директор картини —  Алла Жаворонкова